# 川口宗重
川口 宗重（かわぐち むねしげ、天正15年（1587年） - 承応3年6月17日（1654年7月30日））は、江戸時代初期の旗本。川口宗勝の三男、母は福富平左衛門直貞の娘。兄弟に宗信、宗之、宗利、宗澄、宗政。
慶長17年（1612年）、父の宗勝が没すると遺領のうち葛飾郡臼井500石を相続した。その後、上総、甲斐国内に加増され、合わせて2000石となる。承応3年（1654年）没する。墓は佐倉市八幡台にある。家督は長男宗徳が継ぎ、宗憲、宗建と臼井を領した。